# Aphyosemion lamberti
Aphyosemion lamberti är en fiskart som beskrevs av Alfred C. Radda och Huber, 1977. Aphyosemion lamberti ingår i släktet Aphyosemion och familjen Nothobranchiidae. IUCN kategoriserar arten globalt som livskraftig. Inga underarter finns listade i Catalogue of Life.